# Nocloa pallens
Nocloa pallens är en fjärilsart som beskrevs av Johann Gottlieb Otto Tepper. Nocloa pallens ingår i släktet Nocloa och familjen nattflyn. Inga underarter finns listade i Catalogue of Life.